# Kazatxi (Platnírovskaia)
|  | Per a altres significats, vegeu «Kazatxi». |

Kazatxi - Казачий (rus) - és un khútor del krai de Krasnodar, a Rússia. Es troba a la vora esquerra del riu Kirpili. És a 9 km al sud de Korenovsk i a 50 al nord de Krasnodar.
Pertany a l'stanitsa de Platnírovskaia.